# François La Vieille
François-Sébastien La Vieille, né le 20 janvier 1829 à Urville-Hague et mort le 24 août 1886 à Panama, est un homme politique français.

## Biographie
Entré au commissariat de la marine en 1845, il est aide-commissaire (16 avril 1850), sous-commissaire (28 avril 1860) et fait les campagnes de la Baltique, de la mer Noire et de la Chine. Durant la guerre de 1870, il est nommé intendant en chef du Cotentin et quitte le service avec le grade de commissaire-adjoint.
Il entre dans la vie politique, en se présentant sous l'étiquette républicaine de la circonscription de Cherbourg le 20 février 1876, mais perd face à Louis-Hippolyte Rangeard de La Germonière et René Clérel de Tocqueville. Il est en revanche élu et réélu contre ce même adversaire le 14 octobre 1877 et le 21 août 1881. 
Échouant à l'élection sénatoriale dans la Manche le 7 juin 1885, il est nommé le 16 août suivant consul général de France à Panama où il meurt l'année suivante.
Il est membre honoraire de la Société industrielle d’Amiens.
Il est inhumé au Cimetière des Aiguillons à Cherbourg.
Une rue du centre de Cherbourg porte son nom. Une rue du centre de [Agde] porte son nom:

## Source
- « François La Vieille », dans Adolphe Robert et Gaston Cougny, Dictionnaire des parlementaires français, Edgar Bourloton, 1889-1891 [détail de l’édition]